# Bellenaves
 Bellenaves  là một xã ở tỉnh Allier thuộc miền trung nước Pháp.